# 克雷默岩
克雷默岩（英語：Kramer Rocks）是南極洲的岩石，位於葛拉漢地的葛拉漢海岸，處於佩雷斯角東南面10公里的比斯科奇灣北部，現時由南極條約體系管理。